# 子宫内膜息肉
子宫内膜息肉（endometrial polyp）简称子宫息肉（uterine polyp），为子宫内膜局限性增长，在宫颈内形成息肉样突起。

## 病理学
其发病原因包括两类，一个是机体一系列功能紊乱。另一个为子宫内膜基底层发生的小肿瘤，增殖发育进入内膜功能差，月经期也未能剥脱，继续发育到子宫腔内形成息肉。
子宫内膜息肉可为单发或多发，外观呈圆形、长圆形或舌形等，直径最小仅1—2mm，偶有大至数厘米者。除少数基底较宽外，大都有蒂，有时可自颈管脱垂于阴道内，息肉呈粉红色。如有出血坏死，可呈暗红色。当合并感染，可见渗出液或脓苔样物覆盖其表面。

## 治疗
子宫内膜息肉的治疗，一般以刮宫术，将息肉刮除即止血；术后需要定期复查。若出血量多，或治疗效果不佳或癌症细胞复发，可酌情行子宫全切除术。子宫内膜息肉绝大多数为原发性肿瘤，但一些情况为继发性或癌症性肿瘤。
目前還有一種方式是子宮鏡息肉切除手術，又可分為「電刀」（conventional bipolar and monopolar resectoscopy）和「冷刀」（mechanical hysteroscopic tissue removal system），兩者都可以看到子宮內部，差別在於：電刀是由手術器具通電，利用高溫燒灼來切除息肉。冷刀則是安全刀頭，不會產生因為高溫產生熱效應，對於內膜的傷害又更小，屬於自費手術。關於手術的併發症，由於做子宮鏡時會灌入介質撐起子宮，以便能看清楚子宮腔內部，因此若是以單極電刀手術，使用蒸餾水為介質，有1%的可能性會造成水中毒；冷刀則是使用生理食鹽水，不會有水中毒的風險。其他併發症如電燒造成內膜受傷而沾黏、感染發炎，發生機率則很低（約0.05-1%）或是症狀很輕微。